# Roman Oriesznikow
Roman Aleksandrowicz Oriesznikow (ros. Роман Александрович Орешников; ur. 6 lutego 1983 w Kerczu) – rosyjski bobsleista, srebrny medalista mistrzostw świata.

## Kariera
Największy sukces w karierze osiągnął w 2008 roku, kiedy wspólnie z Aleksandrem Zubkowem, Dmitrijem Trunienkowem, Dmitrijem Stiopuszkinem wywalczył srebrny medal podczas mistrzostw świata w Altenbergu w czwórkach. Był to jedyny medal wywalczony przez niego na międzynarodowej imprezie tej rangi. W 2006 roku wziął udział w igrzyskach olimpijskich w Turynie, zajmując osiemnaste miejsce w dwójkach. Brał także udział igrzyskach olimpijskich w Vancouver w 2010 roku, gdzie rywalizację w czwórkach ukończył na dziewiątej pozycji.